# 무국적소녀
《무국적소녀》(일본어: 東京無国籍少女)는 2015년 7월 개봉한 일본의 스릴러, 액션 영화이다. 오시이 마모루가 감독을  마미야 토라마츠가 각본을 맡았다.

## 출연
- 세이노 나나 - 아이
- 카네코 노부아키
- 다나카 히나코
- 요시나가 아유리
- 혼다 히로타로
- 릴리
- 하나나케 카논